# Michael Velter
Michael Velter, né le 21 mars 1980, est un athlète belge, pratiquant le triple saut.

## Biographie
Depuis mai 2006, il détient le record de Belgique du triple saut avec 17,00 m.